# Vítonice (Blažejovice)
Vítonice (německy Witonitz) je vesnice v okrese Benešov, je součástí obce Blažejovice. Nachází se asi 1,6 km na západ od Blažejovic. Protéká zde Vítonický potok, který je levostranným přítokem Blažejovického potoka. Je zde evidováno 20 adres.

## Historie
První písemná zmínka o vesnici pochází z roku 1407.